# Dębienica (gmina Brańszczyk)
Dębienica – osada leśna w Polsce położona w województwie mazowieckim, w powiecie wyszkowskim, w gminie Brańszczyk.
W latach 1975–1998 miejscowość administracyjnie należała do województwa ostrołęckiego.